# Acts of the Unspeakable
Acts of the Unspeakable är det amerikanska death metal-bandet Autopsys tredje studioalbum, släppt 1992 av skivbolaget Peaceville Records. Albumet visade en utveckling mot punk-inspirerad death metal. Låttexterna belyser bland annat tortyr, sexuell förnedring, koprofili och nekrofili.
Acts of the Unspeakable är det enda albumet med Josh Barohn på basgitarr.

## Låtlista
All sångtext är skriven av Chris Reifert, alla låtar är komponerade av Autopsy.
| Nr           | Titel                         | Längd |
| ------------ | ----------------------------- | ----- |
| 1.           | Meat                          | 2:38  |
| 2.           | Necrocannibalistic Vomitorium | 2:11  |
| 3.           | Your Rotting Face             | 3:55  |
| 4.           | Blackness Within              | 1:44  |
| 5.           | An Act of the Unspeakable     | 2:25  |
| 6.           | Frozen with Fear              | 0:30  |
| 7.           | Spinal Extraction             | 0:21  |
| 8.           | Death Twitch                  | 2:13  |
| 9.           | Skullptures                   | 2:32  |
| 10.          | Pus / Rot                     | 4:01  |
| 11.          | Battery Acid Enema            | 1:47  |
| 12.          | Lobotomized                   | 0:51  |
| 13.          | Funereality                   | 2:53  |
| 14.          | Tortured Moans of Agony       | 0:45  |
| 15.          | Ugliness and Secretions       | 1:09  |
| 16.          | Orgy in Excrements            | 1:57  |
| 17.          | Voices                        | 2:07  |
| 18.          | Walls of the Coffin           | 1:18  |
| Total längd: | Total längd:                  | 35:22 |

## Medverkande
Musiker (Autopsy-medlemmar)
- Chris Reifert – sång, trummor
- Danny Coralles – gitarr
- Eric Cutler – gitarr
- Josh Barohn – basgitarr

Produktion
- Autopsy – producent
- Bill Thompson – ljudtekniker
- Malcolm Sherwood – ljudtekniker
- Tape Boy (Jeff Fogerty) – ljudtekniker
- Dave Pybus – omslagsdesign
- Kent Mathieu – omslagskonst, logo
- Petri Toivonen – foto